# Ripiphorus solidaginis
Ripiphorus solidaginis is een keversoort uit de familie waaierkevers (Rhipiphoridae). De wetenschappelijke naam van de soort is voor het eerst geldig gepubliceerd in 1902 door Pierce.